# Florent Ramseier
Florent M. Ramseier (Roanne, 21 settembre 1990) è un cestista francese con cittadinanza svizzera.